# Artemisia mairei
Artemisia mairei là một loài thực vật có hoa trong họ Cúc. Loài này được H.Lév. mô tả khoa học đầu tiên năm 1912.